# 善心汇事件
善心匯事件為2017年7月於中华人民共和国发生的涉及商業詐騙活动与后续的示威案件。

## 背景
張天明等人於2013年5月24日成立深圳市善心匯文化傳播有限公司，註冊資本為50,000元人民幣，登记於深圳市市场监督管理局福田局，註冊的經營範圍包括：文化活動策劃、會議策劃、展覽展示策劃、企業形象策劃、市場行銷策劃等。

## 涉及非法集資、传销活动
根據善心匯的介紹：只要「捐款」，幾十天內就能獲得10%到30%的投資回報。捐款金額越多回報率越低，从而體現富人少賺、窮人多賺的慈善理念。与此同時，發展下線後，每一層級都能獲得自己下線捐款的2%到6%。貧困人員繳納3000元投資，兩周以後就能得到3900元的回報，通過資金流通，實現「共產共用，最終走向均富的社會主義理想化經濟」，这是善心匯的口號之一。
2017年7月21日，中國公安部公告：「善心汇公司张天明等人涉嫌传销等犯罪被依法查处」，公告稱：「按照公安部统一部署，全国各地公安机关依法对广东深圳市善心汇文化传播有限公司法定代表人张天明等人涉嫌组织、领导传销活动等犯罪问题进行查处，张天明等多名犯罪嫌疑人已被依法采取刑事强制措施。现初步查明，张天明等人涉嫌以『扶贫济困、均富共生』等为幌子，策划、操纵并发展人员参加传销活动，骗取巨额财物。」

## 會員聚眾抗議
善心汇公司全國各地會員不滿中國政府的刑事調查與逮捕行動，自7月21日起於北京大紅門國際會展中心等地聚集，要求當局釋放張天明。雖然中國政府把事件定性為傳銷，但有國外媒體指由於同年將舉行中国共产党第十九次全国代表大会，示威令中國政府頗感不安。2017年7月24日，北京警方通报了善心汇成员非法聚集的相关情况，并宣布对个别挑头闹事、拒不服从管理的人员依法强制带离进行审查，后于26日宣布对63名犯罪嫌疑人刑事拘留，4人被治安拘留。

## 审判
2018年12月14日，湖南省双牌县人民法院依法对被告人张天明等10人组织、领导传销活动，聚众扰乱公共场所秩序案一审公开宣判。主犯张天明被判处有期徒刑十七年，并处罚金一亿元，其他9名被告人分别以组织、领导传销活动罪被判处一年六个月至十年不等的有期徒刑及罚金。

## 外部連結
- 深圳市善心汇文化传播有限公司臉書
- 深圳市善心汇文化传播有限公司介紹影片 （页面存档备份，存于）